# James A. Brussel
James Arnold Brussel (geb. 1905 in New York City; gest. 1982) war ein auf forensische Psychiatrie spezialisierter US-amerikanischer Psychiater, der ein Vorläufer der Profiler war.

## Leben
James Arnold Brussel wurde 1905 in New York City geboren. Er besuchte die University of Pennsylvania und arbeitete seit den 1930er Jahren als Psychiater am New York State Department of Mental Hygiene.

„Bevor er seine psychiatrische Praxis eröffnete, war er während des Zweiten Weltkriegs Chef der Neuropsychiatrie in Fort Dix. Im Koreakrieg vertraute man ihm die Leitung der Abteilung für die gesamte Armee an. Während dieser Zeit war er auch als Profiler in der Spionageabwehr für das FBI und den CID tätig.“

Er war einer der ersten Profiler, der für kriminologische Untersuchungen eingesetzt wurde. Bekannte Fälle waren der Mad Bomber in New York und der sogenannte Boston Strangler (Würger von Boston). Brussel wurde auch als der Sherlock Holmes von Greenwich Village bezeichnet.
In seinem Buch Das ungezähmte Böse. Die berühmtesten Fälle des Sherlock Holmes unter den Psychiatern (Originaltitel: Casebook of a crime psychiatrist) schildert er einige Fälle, bei denen er in die Ermittlungen einbezogen war.

## Publikationen
- Das ungezähmte Böse : Die berühmtesten Fälle d. Sherlock Holmes unter d. Psychiatern. Berecht. Übertr. aus d. Amerikan. von Thomas Schlück. Bern; München ; Wien : Scherz 1971
- Wer sündigt, mordet auch. Düsseldorf : Dörner, 1963
- James A. Brussel, George La Fond Cantzlaar: The layman's dictionary of psychiatry. New York : Barnes and Noble, [1967]